# ایماگو ۲۹۸۹
سیارک ۲۹۸۹ (به انگلیسی: 2989 Imago، نامگذاری:1976UF1) دو هزار و نهصد و هشتاد و نهمین سیارک کشف شده‌است که در ۲۲ اکتبر ۱۹۷۶ کشف شد.
قدر مطلق سیارک برابر ۱۳٫۲۰ است.